# Clarissa Romanzi
Clarissa Romanzi (Tivoli, 15 ottobre 1992) è una calciatrice italiana, difensore della Res Women.